# یواس‌اس پترل (۱۸۶۲)
یواس‌اس پترل (۱۸۶۲) (به انگلیسی: USS Petrel (1862)) یک کشتی بود که طول آن 226 tons بود. این کشتی در سال ۱۸۶۲ ساخته شد.